# Daniel Glazman
Daniel Glazman (ur. 1967) – programista francuski, znany zwłaszcza z pracy nad Mozilla Composer, edytorem pakietu Mozilla.
Absolwent paryskiej École Polytechnique (1989) i École Nationale Supérieure des Télécommunications de Paris (1991). Rozpoczął pracę w firmie Grif SA, produkującej edytory SGML. W latach 1994–2000 pracował w centrum naukowo-badawczym Electricité de France, następnie krótko dla Amazon.fr i Halogen, wreszcie dołączył do zespołu Netscape Communications Corporation, podejmując pracę nad implementacją stylów CSS. Był też zaangażowany w prace standaryzacyjne HTML 4 i CSS 2, w dalszym ciągu jest członkiem CSS Working Group w World Wide Web Consortium.
Obecnie prowadzi własną firmę Disruptive Innovations, pracując na zlecenie firmy Linspire nad edytorem HTML Nvu.